# Inoue Mitsu
Pour les articles homonymes, voir Inoue.
Inoue Mitsu (井上 密, Inoue Mitsu), aussi appelé Inoue Hisoka,, né le 28 octobre 1867 à Ōtaki, dans la province de Kazusa et mort le 13 septembre 1916 à Kyoto, est un professeur en droit constitutionnel et homme politique japonais, le 4e maire de Kyoto de 1913 à 1916.

## Biographie
Inoue Mitsu naît Tomioka Mitsu le 2e jour du 10e mois de la 3e année de l'ère Keiō (28 octobre 1867), à Ōtaki, troisième fils du samouraï Tomioka Saiji (富岡 齋治), de la province de Kazusa (actuelle préfecture de Chiba). Tomisaka Mitsu est adopté par Inoue Yoshiyuki (井上 義行) et prend la tête de la famille en 1899 après la mort de Yoshiyuki. Il épouse Ito (糸), seconde fille du samouraï Shimada Masaaki (島田 正章) en 1887, avec qui il a deux filles.
En juillet 1884, il commence l'école préparatoire (lycée). Il intègre par la suite le Premier Lycée de Tokyo, dont il sort diplômé en juillet 1889, puis le même mois la faculté de droit de l'Université impériale de Tokyo,. Après en être diplômé en juillet 1892, il poursuit des études post-universitaires à la faculté de droit de l'université de Tokyo. Il étudie le droit constitutionnel en Allemagne en avril 1896, puis en France à partir de janvier 1899, avant d'être rapatrié au pays en août,. Il reçoit son doctorat de l'université de Kyoto le 29 juin 1901,.
Il devient professeur de droit national à la faculté de droit de l'université impériale de Kyoto le 11 septembre 1899, dont il devient président le 10 mai 1907 en tant que vice-recteur, puis son mandat est terminé le 26 juin 1909,,. Le 1er juin 1909, il est envoyé dans le cadre de sa profession en Europe et en Amérique,, puis le 3 juin de la même année à l'Université de Leipzig pour la célébration de ses 500 ans en tant que représentant de l'Univeristé de Kyoto. Il est ensuite vice-président de l'école de droit et de politique de Kyoto (ja) (京都法政学校), puis un des membres du conseil de la fondation de l'université de Ritsumeikan. Après le départ de Kawakami Chikaharu, le premier de trois candidats il est élu 4e maire de Kyoto après avoir été recommandé,,, poste qu'il tient du 31 mars 1913 au 19 juillet 1916, date de sa démission pour causes de santé. Il avait reçu une approbation de l'université pour prendre le poste en prenant congé de son poste de professeur le 17 mars 1913. Il prend sa retraite académique le 14 mars 1915.
Il meurt le 13 septembre de l'ère Taishō (1916), à Kyoto.

## Distinctions
- Ordre du Soleil levant, troisième classe le 10 novembre 1915[9]
- Membre de la Cour du Japon (ja), 6e rang supérieur le 26 décembre 1903[10], 5e rang supérieur le 10 juillet 1909[11], 4e rang inférieur le 20 avril 1915[12]

## Publications
- (ja) 生体を構成せる原素, dans 叡山講演集, édité par Koike Nobuyoshi, Ōsaka Asahi Shimbun (ja), novembre 1907, 877 pages.
- (ja) 大日本帝國憲法講義, conférence par Inoue Mitsu, édité par Miura Hirofumi, Shinzansha Shuppan (ja), 2000 (posthume), 440 pages,  (ISBN 9784882617457).
- (ja) 改正衆議院議員選擧法正解, écrit par Takeda Teinosuke (ja), édité par Inoue Mitsu, Shinzansha Shuppan, 2013 (posthume), 280 pages,  (ISBN 9784797264456).